# Diözese Warschau
Die Diözese Warschau (polnisch Diecezja warszawska) ist eine von sechs Diözesen der Evangelisch-Augsburgischen (lutherischen) Kirche in Polen. Der Amtssitz ist in Łódź.

## Geographische Lage
Die Diözese Warschau liegt im Osten Polens und reicht bis an die Grenze zu Belarus und der Ukraine. Im Süden grenzt sie an die Diözese Katowice, im Westen an die Diözese Pommern-Großpolen und im Norden an die Diözese Masuren. Bei einer Fläche von mehr als 90.000 km² ist sie die größte der sechs polnischen Diözesen und umfasst die Woiwodschaften Łódź, Lublin, Heiligkreuz und Masowien.

## Struktur
Die geistliche Leitung der Diözese hat der Bischof (bzw. bis 1995 der Senior). Er ist zugleich geistliches Oberhaupt der 21 Pfarrer der Diözese. Amtsinhaber war von 1996 bis 2010 Mieczysław Cieślar. Seit 2010 hat Jan Cieślar das Amt inne.
Zusammen mit dem Diözesankurator Karol Werner und dem Geistlichen Rat Wojciech Rudkowski bildet der Bischof den Diözesanrat.
Oberstes Entscheidungsgremium ist die Diözesan-Synode, zu der alle Kirchengemeinden ihre Delegierten entsenden. Darüber hinaus entsendet die Diözese Abgeordnete in die Synode der Evangelisch-Augsburgischen Kirche in Polen.
Zentrale Amtsstelle der Diözese Warschau ist in 90-457 Łódź, ul. Piotrkowska 283.

## Senioren und Bischöfe
1. Woldemar Gastpary (1954–1957, Senior)
2. Ryszard Trenkler (1966–1979, Senior)
3. Jan Walter (Bischof) (1979–1995, Senior)
4. Mieczysław Cieślar (1996–2010, Bischof)
5. Jan Cieślar (2010–heute, Bischof)

## Kirchengemeinden und Pfarreien

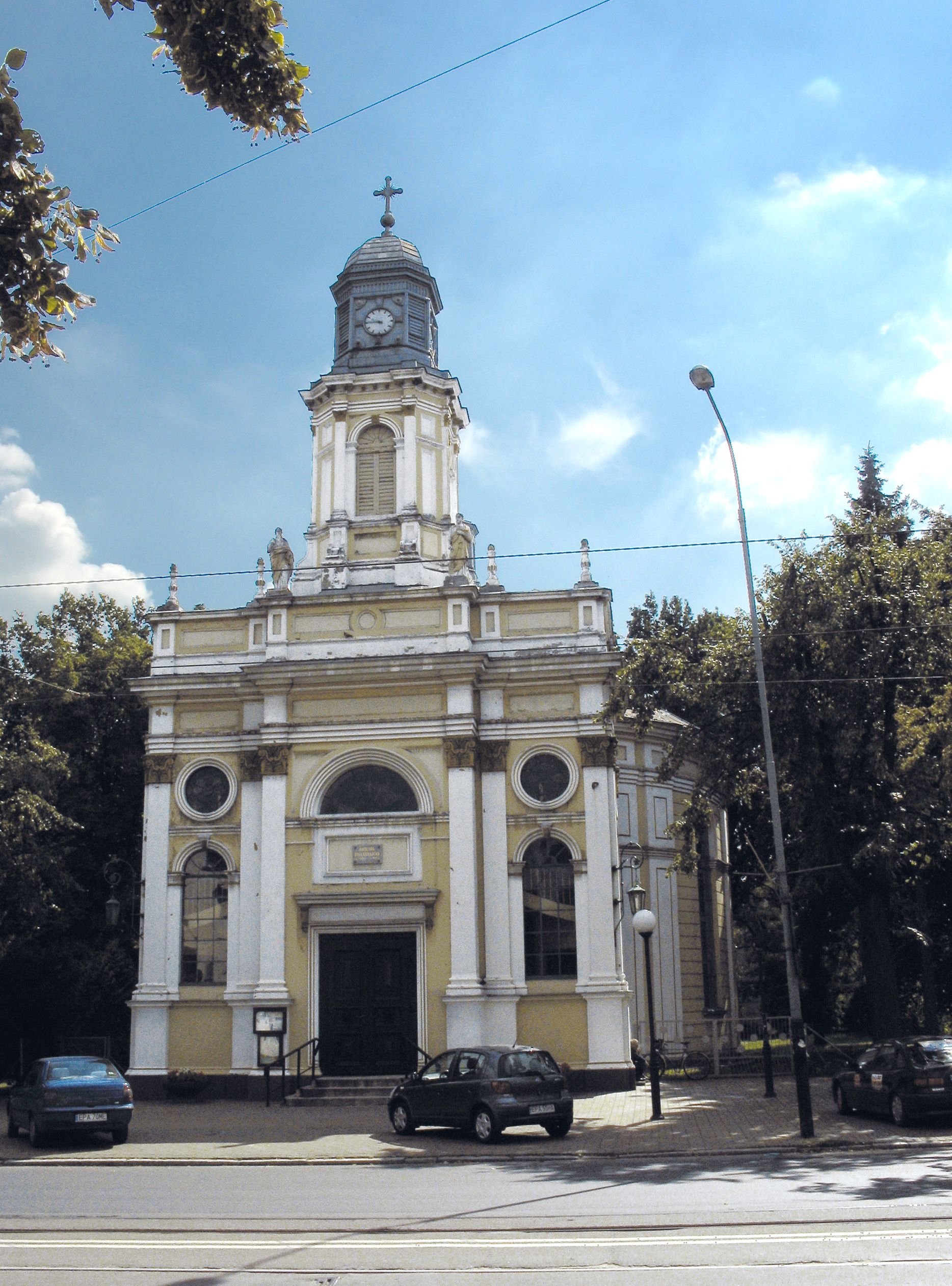
Die evangelisch-augsburgische St.-Peter-und-Paul-Kirche in Pabianice

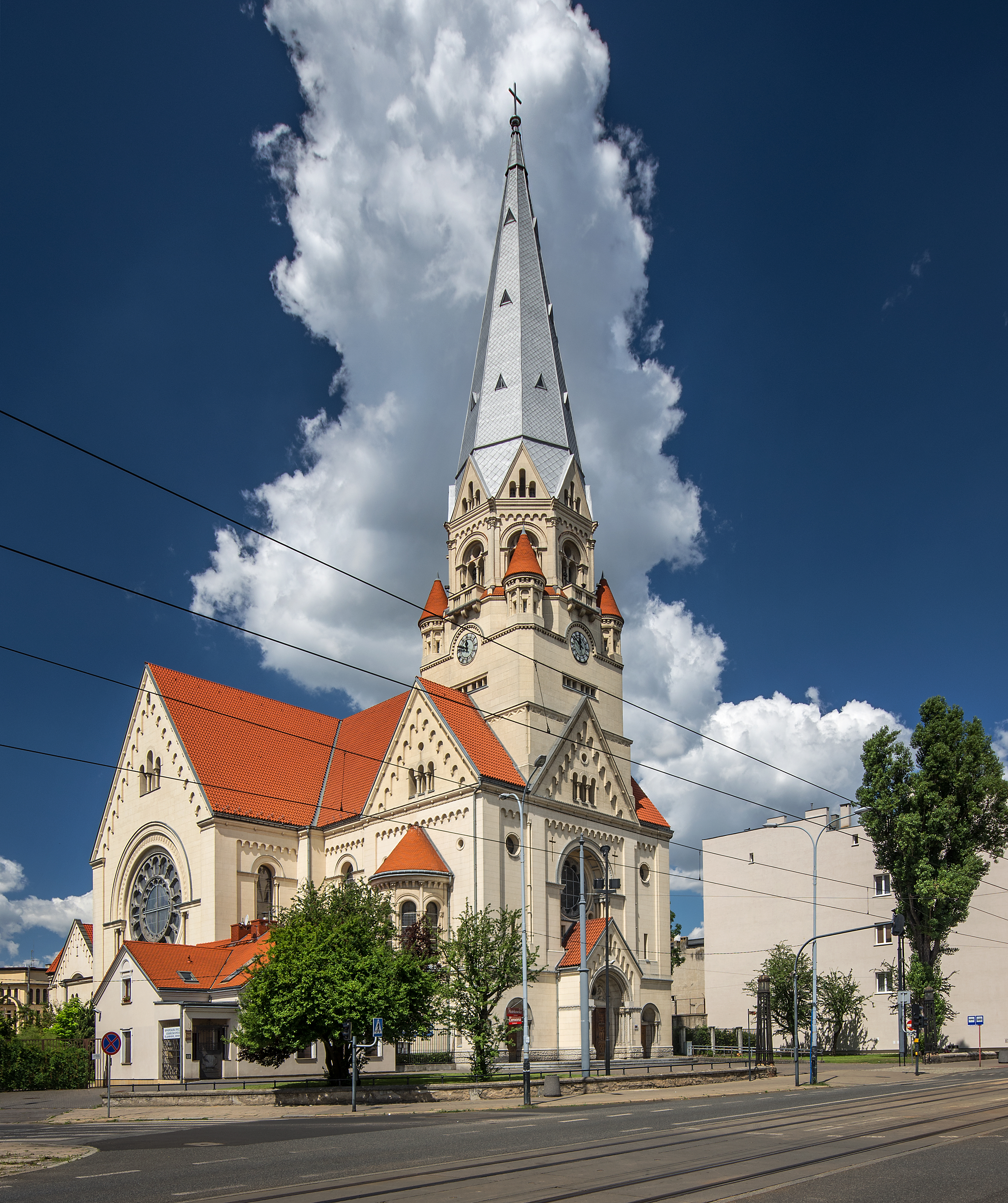
Die evangelisch-augsburgische St.-Matthäi-Kirche in Łódź

Vor 1945 gehörten zur Diözese Warschau 17 Pfarrgemeinden und drei Filialkirchen. Geistliches Oberhaupt war der Senior, zuletzt vor 1945 in der Person von Konsistorialrat August Loth.
Zu der nach 1994 aus Gemeinden der vormaligen Diözesen Kalisch, Lodz, Lublin, Petrikau, Plock und Warschau gebildeten Diözese Warschau gehören jetzt 21 Kirchengemeinden (mit Pfarrsitz) und 9 Filialgemeinden:
- Aleksandrów Łódzki
- Kutno
  - mit Łowicz
- Lublin (Stadt)
  - mit Kuzawka
- Łask
- Łódź (St. Matthäi, bis 1945 St. Trinitatis, St. Johannis und St. Michaelis)
- Ozorków
  - mit Łęczyca
- Pabianice, zur Geschichte der Gemeinde siehe: evangelische Kirchengemeinde Pabianice
- Piotrków Trybunalski
  - mit Kleszczów
- Płock
  - mit Gostynin
- Poddębice
- Radom
  - mit Kielce
- Rawa Mazowiecka
- Tomaszów Mazowiecki
- Warschau (Dreifaltigkeitskirche)
  - mit Warszawa Włochy und „Tabita“ in Konstancin-Jeziorna
- Warschau (Himmelfahrt des Herrn)
  - mit Pułtusk
- Węgrów
- Wieluń
- Zduńska Wola
  - mit Sieradz
- Zelów-Bełchatów
- Zgierz
- Żyrardów